# Lu Su
 (février 2010).
Lu Su (172-217), également connu sous son nom de courtoisie Zijing (子敬), était un stratège et un homme politique de la période des Trois Royaumes en Chine. En tant que conseiller de Sun Quan, le dirigeant du royaume de Wu, il a contribué à façonner l'histoire militaire et politique de son époque, notamment en forgeant l'alliance stratégique entre Wu et Shu contre le royaume de Wei.

## Biographie
En l'an 200, sur les conseils du stratège militaire chinois Zhou Yu, Lu Su se met au service du seigneur Sun Quan. Durant l'hiver 208-209, lors de la bataille de Chi Bi, Lu Su décide de s'allier au seigneur Liu Bei.
À la mort de Zhou Yu, Lu Su est promu au grade de Commandant. Il contribue au service du royaume Wu dans ses affrontements contre les royaumes rivaux Wei et Shu.
Lu Su meurt en 217. Sun Quan fut affligé par la nouvelle de sa mort. Il assista à ses funérailles. Le stratège Zhuge Liang organise également un service commémoratif en l'honneur de Lu Su.

## Origines et début de carrière
Né dans le district de Dongcheng, commanderie de Linhuai (aujourd’hui dans l’Anhui), Lu Su était issu d’une famille aisée et éduquée. Il était reconnu pour son caractère généreux et son esprit vif dès son jeune âge. Initialement éloigné des intrigues politiques, il a acquis une réputation pour son jugement avisé. Lu Su fut recommandé à Sun Quan par Zhu Zhi, un haut fonctionnaire, ce qui marqua son entrée dans la sphère politique du royaume de Wu.
En 200, lorsque Cao Cao, le puissant seigneur du nord, menaçait de dominer la Chine, Lu Su conseilla à Sun Quan d’établir une alliance avec Liu Bei, un rival de Cao Cao. Sa vision stratégique, claire et audacieuse, s'appuyait sur l'idée que le royaume de Wu devait s'assurer une autonomie durable en s'appuyant sur des alliances pour contrer l'hégémonie de Cao Cao.

## Contributions majeures
1. Alliance Wu-Shu et bataille de Chi Bi  Lu Su joua un rôle déterminant dans la consolidation de l'alliance entre Wu et Shu. Il rencontra Zhuge Liang, stratège de Liu Bei, pour établir un pacte qui allait changer le cours de l'histoire. Grâce à cette coopération, les forces combinées de Wu et Shu remportèrent la célèbre bataille de Chi Bi (208), où elles repoussèrent une flotte massive de Cao Cao sur le fleuve Yangtsé. Bien que Lu Su ne commandât pas directement les troupes, son rôle en tant qu'architecte politique fut crucial pour cette victoire décisive.
2. Gestion des relations avec Liu Bei  Après Chi Bi, Lu Su fut envoyé pour négocier avec Liu Bei au sujet du partage des territoires conquis. Il adopta une approche diplomatique, cherchant à maintenir l'équilibre des forces entre les deux alliés. Son pragmatisme permit d'éviter des conflits immédiats, bien que la tension entre Wu et Shu ne cessât de croître dans les années suivantes.
3. Succession de Zhou Yu  Après la mort prématurée de Zhou Yu, Lu Su fut nommé commandant militaire en charge des frontières de Wu. Bien qu'il n'ait pas eu la même renommée martiale que son prédécesseur, il était respecté pour ses qualités de stratège et de négociateur. Il s'assura que Wu reste en position de force face à ses ennemis tout en évitant des confrontations inutiles.

## Héritage et fin de vie
Lu Su mourut en 217 à l'âge de 45 ans. Bien que sa carrière ait été relativement courte, son influence sur l’histoire des Trois Royaumes reste indéniable. Sa sagesse et sa diplomatie furent essentielles pour la survie et la prospérité du royaume de Wu dans une période tumultueuse. Il est souvent loué pour sa loyauté envers Sun Quan et pour son sens stratégique, bien qu'il soit parfois éclipsé par d'autres figures majeures comme Zhou Yu et Zhuge Liang.